# Olivia Nordgren
Olivia Lovisa Nordgren (27 de febrero de 1880 – 7 de junio de 1969) es una tipógrafa y política socialdemócrata sueca. Fue una importante figura en el trabajo contra la pobreza en la década de los años 30 en Suecia y una de las mujeres políticas más conocidas en Suecia en esa época.
Nordgren trabajó como tipógrafa desde 1907. Fue elegida para el ayuntamiento de Trelleborg en 1915, al Comité Ejecutivo del partido Socialdemócrata en 1924, y al parlamento en 1926. Fue miembro del comité de provisión alimentario y activo en la pensión política. Tuvo buena relación con Per Albin Hansson, quien solía decir, que si él alguna vez fuese a nombrar a una mujer para dirigir un ministerio, sería a ella. Se le otorgó el reconocimiento Ilis Quorum por su trabajo en la reducción de la pobreza. 

## Carrera política
Nordgren se afilió al Partido Socialdemócrata Sueco en 1909. Fue miembro de la Junta Directiva del Sindicato de Tipógrafos de Trelleborg entre 1908 y 1922, presidenta del Club de Mujeres Socialdemócratas de Trelleborg, miembro del Consejo del Partido Socialdemócrata Sueco entre 1924 y 1952, miembro del Consejo municipal de Trelleborg entre 1915 y 1934 y diputada de la Cámara Baja del Riksdag entre 1925 y 1952.
Aparte de esta cuestión, Nordgren no se consideraba una representante de las mujeres y no se centraba en los derechos de la mujer, sino en el bienestar social, tema por el que se ha dado a conocer. Entre ellas, la Comisión del Seguro de Pensiones de 1928 y la Comisión de Empleados Domésticos de 1932 y 1935. Se ocupó de diversas cuestiones relacionadas con la asistencia sanitaria, las condiciones de vida de los ancianos y la situación de los empleados domésticos. Fue miembro del Consejo de la Comisión de Alimentación durante la Segunda Guerra Mundial. Se interesó especialmente por la cuestión de los fondos de jubilación y las pensiones, y participó en varias comisiones para garantizar una situación más favorable y segura para los ancianos, para asegurar un trato más equitativo para las mujeres en la cuestión de la jubilación, y para los niños.

## Reconocimiento
En 1945 se le concedió el Quórum Illis en reconocimiento a su labor para reducir la pobreza.